# Op de dijk bij Volendam
Op de dijk bij Volendam is een schilderij van de Amerikaanse Elizabeth Nourse uit 1892, olieverf op linnen, 157,5 x 124,5 centimeter groot. Het toont een aantal Volendamse vrouwen en hun kinderen, wachtend op de terugkeer van de vissers op zee. Het schilderij bevindt zich in een privécollectie.

## Context
Nourse was een Amerikaanse kunstschilderes die het grootste deel van haar leven in Frankrijk woonde. In de zomer van 1892 arriveerde ze in Volendam, waar toen meerdere buitenlandse kunstenaars verbleven, aangetrokken door de typerende omgeving. Iedereen in het dorp droeg er nog de originele klederdracht, waaronder de opvallende kanten muts met vleugels voor vrouwen en de pofbroeken. Voor Nourse was Volendam liefde op het eerste gezicht. Ze werd met name vertederd door de gewoonte kleine kinderen hetzelfde te kleden als volwassenen. "Ik heb er alles voor over om deze hemelse plaats te schilderen", schreef ze aan haar zus. Na een paar nachten gelogeerd te hebben in hotel Spaander huurde ze een huisje aan de Dijk. Ze liet er een platform maken voor haar atelierraam, zodat ze haar modellen buiten kon laten poseren, in het beruchte natte en winderige Hollandse weer, en zelf goed beschut binnen kon blijven werken. Ook haar schilderij Op de dijk van Volendam moet zo ontstaan zijn.

## Afbeelding
Op de dijk bij Volendam toont een drietal vissersvrouwen met hun kinderen, standvastig wachtend op de terugkeer van hun mannen op zee. Nourse besteedt veel aandacht aan de compositie en de poses van de vrouwen. Hun vormen smelten samen tot een soort van bolwerk. De diagonale vormen verlenen het werk een robuuste soliditeit en onderstrepen de kracht en onverzettelijkheid van de mens tegenover de gure zee. De snelle en brede penseelstreken versterken dit effect en geven extra dynamiek, waardoor het onstuimige weer bijna voelbaar wordt. In de sobere maar tegelijkertijd gevarieerde kleurstelling is de invloed van de Haagse School te onderkennen, die Nourse in die periode onderging. De ingetogen sfeer is helemaal passend bij de harde, nuchtere levenswijze van de lokale vissersbevolking. Het kleine meisje vooraan kijkt recht in de ogen van de kijken in casu de schilders zelf, waarmee het werk een bijzonder persoonlijk aspect krijgt. Uit alles spreekt een liefdevolle en respectvolle houding van de kunstenares tegenover haar modellen.

## Duiding

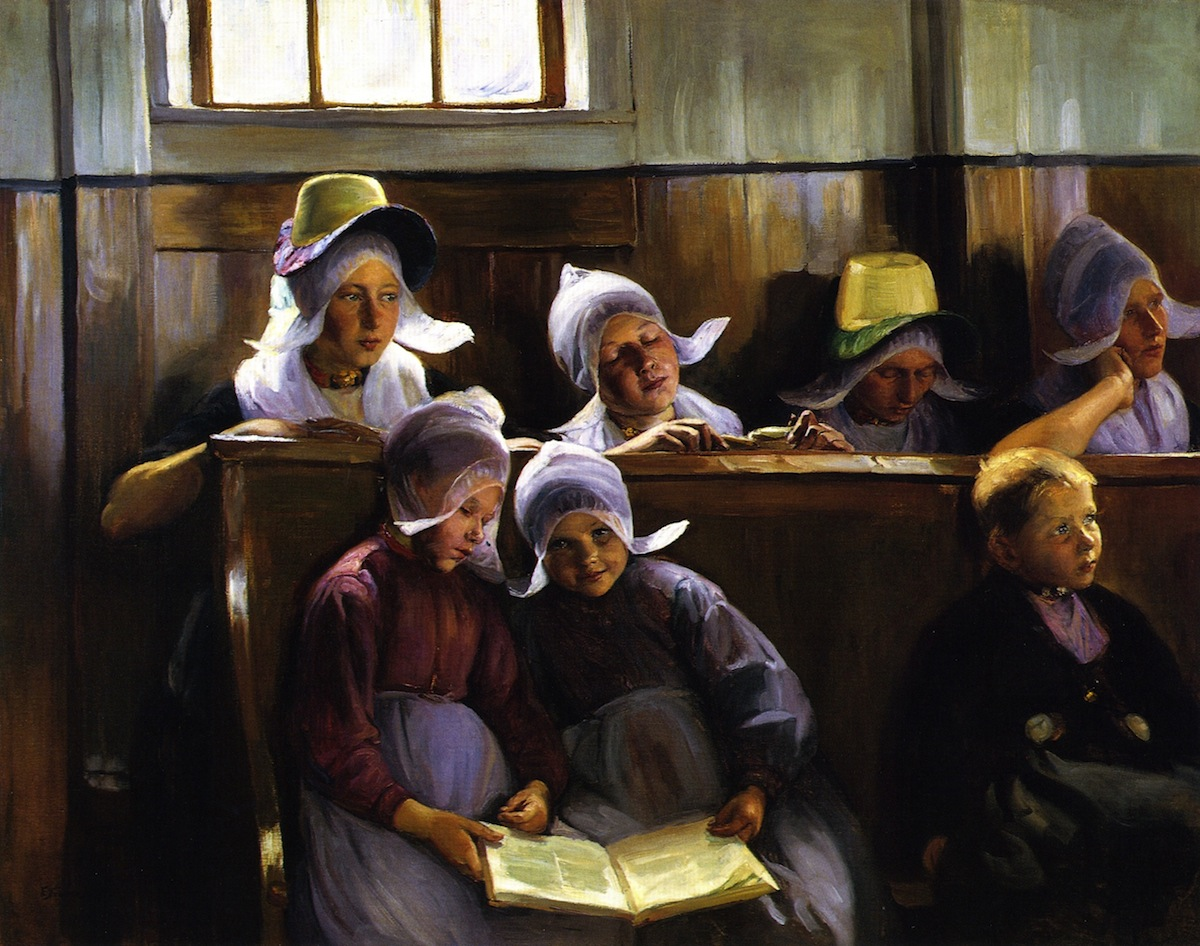
De kerk in Volendam, een ander typerend werk uit Nourses Volendamse periode.

Kunsthistorica Annette Stott wijst met betrekking tot het hier besproken werk op de mentaliteitsovereenkomst tussen Nederlanders en Amerikanen: zoals de Hollanders ieder stukje land moesten bevechten op de zee, veroverden de Amerikanen hun grond met grote wilskracht en volharding op de prairie.

## Historie
Nourse verbleef drieëneenhalve maand in Volendam en reisde toen met haar Hollandse werken weer terug naar Parijs. Daar werd Op de dijk bij Volendam in 1893 tentoongesteld bij de Société Nationale des Beaux-Arts en aansluitend op een grote expositie in het Cincinnati Art Museum, waar het te koop werd gesteld voor 700 dollar. Nourse zou vrijwel al haar werken vanuit Europa verschepen naar haar geboortestad en daar verkopen. Ook het hier besproken werk heeft Cincinnati nooit meer verlaten en bevindt zich thans in de privécollectie van de heer en mevrouw Stephen G. Vollmer te Cincinnati.